# مقاطعة بازارك
مقاطعة بازارك هي إحدى مقاطعات ولاية بنجشير في أفغانستان . قدر عدد السكان في عام 2019 بـ 20892 نسمة.